# Antti-Jussi Kemppainen
Antti-Jussi Kemppainen (* 21. Juli 1989 in Kuusamo) ist ein ehemaliger finnischer Freestyle-Skier. Er startete in den Disziplinen Halfpipe und Slopestyle.

## Werdegang
Kemppainen nahm im Januar 2006 in Les Contamines am Freestyle-Skiing-Weltcup teil, wobei er den achten Platz in der Halfpipe errang. In der Saison 2006/07 erreichte er in der Halfpipe mit Platz zwei in Apex seine erste Podestplatzierung im Weltcup und zum Saisonende den zweiten Platz im Halfpipe-Weltcup. Bei den Juniorenweltmeisterschaften 2007 in Airolo gewann er die Silbermedaille in der Halfpipe. In den folgenden Jahren kam er in der Saison 2007/08 auf den achten Platz und in der Saison 2008/09 auf den zehnten Rang im Halfpipe-Weltcup. Zudem belegte er bei den Weltmeisterschaften 2009 in Inawashiro den siebten Platz in der Halfpipe, bei den Winter-X-Games 2009 in Aspen den siebten Rang in der Halfpipe und bei den Weltmeisterschaften 2011 in Deer Valley den 17. Platz im Slopestyle. In der Saison 2011/12 errang er mit Platz zwei im Slopestyle in Jyväskylä den dritten Platz im Slopestyle-Weltcup. In der folgenden Saison wurde er mit Platz zwei in der Halfpipe in der Sierra Nevada Sechster im Halfpipe-Weltcup und bei den Weltmeisterschaften 2013 in Voss Fünfter in der Halfpipe. Nachdem er zu Beginn der Saison 2013/14 in der Halfpipe in Cardrona seinen einzigen Weltcupsieg holte, errang er in Copper Mountain den neunten Platz und bei den Olympischen Winterspielen 2014 in Sotschi den achten Platz in der Halfpipe. Er wurde damit zum Saisonende Fünfter im Halfpipe-Weltcup. In der Saison 2014/15 belegte er bei den Weltmeisterschaften 2015 am Kreischberg den zehnten Platz in der Halfpipe und absolvierte in Copper Mountain seinen 19. und damit letzten Weltcup, welchen er auf dem 31. Platz in der Halfpipe beendete.

## Erfolge

### Olympische Spiele
- 2014 Sotschi: 8. Platz Halfpipe

### Weltmeisterschaften
- 2009 Inawashiro: 7. Platz Halfpipe
- 2011 Deer Valley: 17. Platz Slopestyle
- 2013 Voss: 5. Platz Halfpipe
- 2015 Kreischberg: 10. Platz Halfpipe

### Weltcupsiege
Kemppainen errang im Weltcup vier Podestplätze, davon ein Sieg:
| Datum           | Ort      | Land       |
| --------------- | -------- | ---------- |
| 17. August 2013 | Cardrona | Neuseeland |

### Weltcupwertungen
| Saison  | Gesamt | Gesamt | Halfpipe | Halfpipe | Slopestyle | Slopestyle |
| Saison  | Platz  | Punkte | Platz    | Punkte   | Platz      | Punkte     |
| ------- | ------ | ------ | -------- | -------- | ---------- | ---------- |
| 2005/06 | 105.   | 6      | 14.      | 32       | -          | -          |
| 2006/07 | 44.    | 16     | 2.       | 80       | -          | -          |
| 2007/08 | 52.    | 17     | 8.       | 86       | -          | -          |
| 2008/09 | 82.    | 10     | 10.      | 52       | -          | -          |
| 2011/12 | 39.    | 22     | 16.      | 31       | 3.         | 81         |
| 2012/13 | 35.    | 26     | 6.       | 130      | -          | -          |
| 2013/14 | 34.    | 26     | 5.       | 129      | -          | -          |

### Juniorenweltmeisterschaften
- Airolo 2007: 2. Platz Halfpipe